# Sex and the City 2
Sex and the City 2 is een Amerikaanse romantische komedie, die gebaseerd is op de televisieserie Sex and the City. De film ging in Nederland op 27 mei 2010 in première, in België op 2 juni 2010. Sex and the City 2 is reeds de tweede lange speelfilm die gebaseerd is op de gelijknamige serie van HBO. In 2008 verscheen al een eerste film in de bioscoop.

## Verhaal
Het is twee jaar na het einde van de eerste film. De vier vriendinnen Carrie, Samantha, Charlotte en Miranda gaan naar de bruiloft van Anthony en Stanford; die konden elkaar tijdens de serie niet luchten of zien, maar tijdens de eerste film sprong er een vonk over. Carrie is de getuige van Stanford en schrikt van de naam Carrie Preston op haar corsage (Preston is de naam van haar man Mr. Big), haar geboortenaam Bradshaw is weggelaten. Een stel vraagt aan Carrie en haar man Big of ze kinderen willen. Ze ontkennen, wat het stel verbaast. Carrie begint te twijfelen aan het huwelijk.
Samantha zit in de menopauze en probeert dit zo veel mogelijk af te remmen door het smeren van allerlei crèmes en het innemen van pillen met hormonen. Zoals blijkt uit haar avontuurtje op de bruiloft van Anthony en Stanford met de jongere broer van Anthony is ze haar libido nog niet verloren. Omdat ze de PR verzorgd heeft die van filmacteur Smith Jerrod een ster heeft gemaakt krijgt ze een reis naar Abu Dhabi aangeboden door de eigenaar van de filmstudio, een sjeik uit dat emiraat. Deze hoopt dat dit ook goede PR voor zijn hotel oplevert. Ze bedingt dat haar drie vriendinnen mee mogen.
Carrie is bang voor sleur in haar huwelijk met Big. Hij wil soms 's avonds rustig thuisblijven en tv kijken. Dit zit Carrie dwars en daarom besluit ze twee dagen weg te gaan naar haar eigen appartement om te werken aan haar column. Omdat ze het daarna extra leuk vinden elkaar weer te zien stelt Big voor dat ze elke week twee dagen uit elkaar gaan en hun eigen dingen doen. Carrie schrikt hier wel van, maar Big benadrukt dat niet ieder huwelijk gelijk is en dat ze zelf kunnen bepalen hoe ze het inrichten, ook omdat ze geen kinderen hebben.
Hoewel Charlotte altijd graag kinderen heeft gewild valt het haar steeds zwaarder om elke dag voor Lily en de immer huilende Rose te zorgen. Ze krijgt hulp van Erin, hun Ierse nanny die graag rondloopt zonder beha. Als Samantha dit ziet, waarschuwt ze Charlotte voor het feit dat Harry dit erg aantrekkelijk kan vinden. Als ze hoort van de reis naar Abu Dhabi twijfelt ze daarom, maar ze stemt wel toe.
Miranda voelt zich niet prettig op haar werk omdat haar chef haar niet erg serieus neemt. Op aanraden van haar man neemt ze ontslag. Gelijk al heeft dit het voordeel dat ze nu bij de natuurwetenschappelijke wedstrijd kan zijn die haar zoon Brady heeft gewonnen. De reis naar Abu Dhabi is voor haar een aangename verrassing.
In Abu Dhabi genieten de vrouwen van de extreme luxe waarin ze belanden. Ze beschikken ieder over een eigen luxewagen met chauffeur, en ieder over een eigen butler. Gaurau, de Indiase butler van Carrie, vertelt haar dat zijn vrouw in India is gebleven en dat hij haar maar één keer in de drie maanden ziet, maar dat tijd geen rol speelt en dat ze erg blij zijn als ze elkaar weer zien. Dit zorgt ervoor dat Carrie anders tegen de verplichte 'twee dagen vrij elke week' aankijkt. Ze vertelt het ook tegen haar vriendinnen om te illustreren dat ieder huwelijk anders is. De butler van Samantha, Abdul, 'zoals in Paula Abdul', is volgens Samantha homoseksueel. In Abu Dhabi maken de vier vriendinnen veel leuke dingen mee, zoals een ritje op een kameel door de woestijn, een karaokeavond, en spa-afspraken.
Miranda is fanatiek met het leren van de taal en cultuur van Abu Dhabi en wijst de vrijgevochten Samantha telkens op het belang van het bedekken van decolleté en benen wegens de strenge islamitische moraal, iets wat Samantha niet zo nodig vindt. Charlotte geniet ervan dat ze even niet voor haar dochters hoeft te zorgen, hoe erg ze dit ook vindt klinken. Carrie ziet in de Soek, de markt, haar oude liefde Aidan. Als ze na een etentje kussen, twijfelt ze of ze het aan Big moet vertellen. Dit doet ze uiteindelijk, en hij reageert erg gereserveerd. Bij de douane zijn van Samantha al haar hormonale crèmes afgepakt, waardoor tot haar ongenoegen haar libido inzakt, maar ze ontmoet een mooie Deense architect, Rikard, en ze heeft haar libido weer terug. Samantha en Rikard worden gearresteerd voor zoenen op het strand. Miranda, die jurist is, staat haar bij. De sjeik zorgt dat ze vrijkomen maar stopt met het betalen van het hotel, en het ter beschikking stellen van de auto's en butlers. Hierdoor zijn de vriendinnen genoodzaakt om overhaast het hotel te verlaten en weer terug te gaan naar New York. Voordat het vliegtuig vertrekt, ontdekt Carrie dat ze haar paspoort bij een schoenenwinkeltje op de bazaar had laten liggen. Hier gaan de dames dan gehaast heen. Omdat Samantha daarbij weer ongepast gekleed is en haar tas vol condooms heeft, die natuurlijk op de grond vliegen midden op de markt, worden ze belaagd door boze mannen. Ze worden gered door vrouwen in boerka's, die hen bij een van hen thuis uitnodigen. Als daar de boerka's uitgaan blijkt dat ze net zo geïnteresseerd zijn in mode als zijzelf. Ze mogen de boerka's lenen om zonder herkend te worden op het vliegveld te komen.
Eenmaal weer thuis beseft Carrie dat ze haar toekomst verder met Big wil doorbrengen en ze niets liever wil dan altijd bij hem zijn. Big vergeeft haar de kus met Aidan, hoewel dit hem erg heeft gekwetst. Hij geeft haar een ring met een diamant, zodat ze elke dag kan zien dat ze getrouwd is. Charlotte is opgelucht dat Erin lesbisch blijkt te zijn, en neemt de 'paar dagen vrij elke week' in Carries oude appartement om tot rust te komen van haar drukke gezin. Miranda beseft dat ze eigenlijk niet zonder werk kan, moederschap alleen is voor haar niet genoeg. Ze krijgt een nieuwe baan bij een nieuw advocatenkantoor en heeft het erg naar haar zin. Samantha heeft alsnog buitenseks met Rikard.

## Rolverdeling
- Sarah Jessica Parker als Carrie Preston-Bradshaw
- Kim Cattrall als Samantha Jones
- Kristin Davis als Charlotte Goldenblatt-York
- Cynthia Nixon als Miranda Hobbes
- Chris Noth als John James Preston ("Mr. Big")
- David Eigenberg als Steve Brady
- Evan Handler als Harry Goldenblatt
- Jason Lewis als Smith Jerrod
- Willie Garson als Stanford Blatch
- Mario Cantone als Anthony Marantino
- Penélope Cruz als Carmen
- Alice Eve als Erin
- Liza Minnelli als zichzelf
- Miley Cyrus als zichzelf

## Trivia
- De film speelt zich af in Abu Dhabi, maar in werkelijkheid is de film opgenomen in Marokko. Dit omdat de Verenigde Arabische Emiraten de seksuele onafhankelijkheid van de serie afkeurde en de dames niet toeliet in hun land.